# Nandrin
Nandrin è un comune belga di 5 651 abitanti, situato nella provincia vallona di Liegi.